# Duatlon
Duatlon er en multisportsgren bestående af cykling og løb.
I et duatlonstævne løber-cykler-løber man. Hvis første løbetur erstattes af svømning er der tale om triatlon.
Der køres både duathlon på kort distance (10 km løb, 40 km cykling og 5 km løb) og på distancer optil 10 km løb, 150 km cykling og 30 km løb som man kører i den legendariske Powerman Zofingen i Schweiz. De største langdistancekonkurrencer arrangeres af Powerman-organisationen, som har en gennemgående world cup, hvor de bedste duatleter i verden konkurrerer. Blandt de mest kendte duatleter er brødrene Benny og Joerie Vansteelant. Benny døde som følge af et tragisk biluheld i 2007 efter at have domineret sporten i et årti. Joerie er den mest dominerende aktive duatlet og er bl.a. verdensmester fra både 2007 og 2008 på den lange distance. De mest kendte danske duatleter er Aksel Nielsen, Søren Bystrup, Simon Jensen, Kenneth Rasmussen, Hans Fischer Mogensen samt Henrik Svarre.[kilde mangler]
I 2023 blev Simon Jørn Hansen den første danske verdensmester i duatlon ved Powerman Zofingen.